# あばれヌンチャク
あばれヌンチャクは、かつて石井光三オフィスで活動していたお笑いコンビ。1999年10月結成、2005年4月解散。

## メンバー
- 竹内 幸輔（たけうち こうすけ、1976年7月4日 - 2022年6月8日）

秋田県大曲市（現：大仙市）出身。血液型はA型。ボケ&絵の説明担当。通称「お兄さん」。
2005年以降は声優に転向していた。これにより2人とも声優としての活動歴を持つようになった。
2022年6月8日、病気のため死去。享年45。
- 斎藤 恭央（さいとう やすお、1976年9月24日 - 2013年10月5日）

神奈川県横浜市出身。血液型はB型。ツッコミ&絵描き&ネタ作成担当。声優。通称「やっくん」。
スクールJCA7期生。それよりも以前にはジャニーズJr.に所属していた。
解散後、桜塚やっくんとしてのピン芸のキャラを模索するなかで、スケバン恐子が生まれた。エンタの神様では、女装した姿で観客につっこませる内容が評判だったため、常連出演するようになった。
2013年10月5日、営業で熊本へ移動する途中に交通事故死。享年37。

## 略歴・概説
コンビ名は斎藤の前のコンビ名「ヌンチャクダンス」からヌンチャクを残して他人につけてもらったことによる。あばれはっちゃくに語呂が似てる為とも言われている。
2000年に、快児、ちむりん、パペットマペットとユニット『免疫魔神』を組んで公演を行っていた。2010年に当時のメンバーがそのまま再集結して復活公演（8月6日 - 8月8日、東京都新宿・タイニイアリス）を行い、この時に5年ぶりに二人揃っての出演となった。
解散後、竹内は声優の道を進むため事務所を声優のマネジメントを中心とするケッケコーポレーションに移籍。斎藤は桜塚やっくんの名義でトップコートに移籍。しかし紆余曲折があり2010年にトップコートから独立。そして声優としてのマネジメントを2011年8月からケッケ・コーポレーションに付託をし同事務所の預かりとなり再び2人は同じ事務所に所属する形となった。
それぞれ違う分野で活躍を見せていたが、2013年に斎藤が交通事故で、2022年に竹内が病気のため死去した。

## 芸風
スケッチブックを使った紙芝居風のコントを専門とした。斎藤の可愛いキャラを強調しながらも、竹内が毒舌で世の事象を斬りまくる。爆笑オンエアバトル等でも活躍し、放送ギリギリの過激なネタで異彩を放った（NHKキャラクターネタを行った際は、局側から注意された）。
後に斎藤が桜塚やっくんに扮した上で度々「鳴かず飛ばずだった」と説明しているが、『エンタの神様』や『笑いの金メダル』などのゴールデン番組にも数回出演した経験がある。
竹内はテレビ東京系アニメ『テニスの王子様』（天根ヒカル役）や『アイシールド21』(原尾王成・筧駿役）に声優として出演している。また斎藤もテレビ東京系アニメ『満月をさがして』へのタクト・キラ役での出演をきっかけに、声優業も兼ねるようになったが、桜塚やっくんとしての人気が上がったため、ピン芸人の方に注力していた。
彼らのスケッチネタを掲載した「自習!!」という本が出版社ぴあより発売されている。

## 出演

### テレビ
- 爆笑オンエアバトル（NHK総合）戦績11勝5敗 最高489KB
  - 初挑戦は2000年10月14日放送回で405KBの高得点ながら6位オフエア[5]であった。なお、番組史上初めての400KB台でのオフエアを経験したコンビであった。
  - 第4回チャンピオン大会 ファイナル9位
  - 第6回チャンピオン大会 ファイナル5位
- エンタの神様（日本テレビ）キャッチコピーは「お笑い界の問題児」
- 笑いの金メダル（テレビ朝日）
- イエヤス（中部日本放送）
- 尿意の鉄人（パラダイステレビ）※成人向けCS放送
- BS笑点（BS日テレ）※コンビとして最後の出演番組

### ラジオ
- 赤坂お笑いD・O・J・O（TBSラジオ）※五段を所得